# Hypericum stellatum
Hypericum stellatum är en johannesörtsväxtart som beskrevs av N. Robson. Hypericum stellatum ingår i släktet johannesörter, och familjen johannesörtsväxter. Inga underarter finns listade i Catalogue of Life.